# Tirto Raharjo
Tirto Raharjo is een bestuurslaag in het regentschap Banyuasin van de provincie Zuid-Sumatra, Indonesië. Tirto Raharjo telt 2015 inwoners (volkstelling 2010).